# Adolf Stern
Adolf Stern (Grünstadt, Renània-Palatinat, 25 de desembre de 1849 – Mannheim, 24 d'agost de 1907) va ser un mestre d'escacs alemany.
Nascut en una família de comerciants jueus, va ser el segon fill de Jacob Stern i Babette Caroline. Al començament de la seva carrera d'escacs, va participar al torneig d'escacs de Baden-Baden 1870, jugant només quatre partides (puntant 1½/4) a causa de la guerra francoprussiana (com a reservista bavarès, va lluitar a la guerra). L'agost de 1871 va jugar a Wiesbaden (secció I) on va puntuar 3/4. El setembre de 1871 ocupa el segon lloc, darrere de Samuel Mieses, a Bad Ems. El juliol/agost de 1878 va aconseguir el novè lloc a Frankfurt (12è WDSB–Kongress, el campió fou Louis Paulsen).

## Blibliografia
- Stefan Haas: Das Schachturnier Baden-Baden 1870, der unbekannte Schachmeister Adolf Stern. Rattmann, Ludwigshafen 2006. ISBN 3-88086-190-0